# Casta sacerdotal
El término casta sacerdotal se refiere a un gran grupo de sacerdotes los cuales bendecian el palacio y al pueblo egipcio, siendo grupos relativamente cerrados. Casos muy famosos de estas castas religiosas son los brahmanes de la India, la tribu de Leví en el judaísmo, los druidas celtas y los magos zoroastrianos en Persia. 
Si bien casi todas las culturas y sociedades tenían sacerdotes o chamanes animistas, los grupos sacerdotales tenían funciones estructuradas y en muchos casos (como el de la Roma pagana y los pueblos germanos) estaban supeditados a los poderes políticos y las monarquías sin representar necesariamente un poder político .